# びゅんびゅん
びゅんびゅんとは、かつて浅井企画で活動していたお笑いコンビ。1996年結成、1999年解散。

## 概要
- 1996年コンビ結成、以後ライブやテレビを中心に活動しお笑いファンの人気を集める、1999年、NHK「爆笑オンエアバトル」第1回目に出演し見事オンエアを勝ち取る、以後2回出演したが後の2回はオフエアであった、しかも3回目の挑戦はボールが100人中1人しか入らない97KB（当時の番組最低記録）を記録してしまった、これが大きく影響したのか、1999年にコンビを解散。以後かなめは熊本を中心に活動するローカルタレントとして活動している。

## メンバー
- かなめ（かなめ、本名・山内要、1972年3月25日（53歳） -  ）
- のり（のり、本名・小石則幸、1971年1月8日（54歳）  -  ）

## 主なネタ
- オーディション

## 主な出演番組
- 爆笑オンエアバトル（NHK総合）戦績1勝2敗 最高329KB

番組第1回目の1999年3月27日放送分に出演しオンエアを果たしている。
- ボキャブラ天国（フジテレビ系列）